# Kloster Sainte-Croix de Quimperlé
Das Kloster Sainte Croix de Quimperlé ist eine ehemalige Benediktinerabtei, die sich in der Stadt Quimperlé im französischen Departement Finistère in der Region Bretagne befindet.
Es heißt, die Abtei wurde 1029 von dem Heiligen Gurloës dank einer Schenkung von Alain Canhiart, Graf von Cournouaille, gegründet. In der Realität hat die Gründung vermutlich in den Jahren 1040–1050 stattgefunden. Sie war eine der mächtigen Abteien der Bretagne und besaß eine Vielzahl an Prioreien und andere Dependancen. Unter der Kommende von 1553 verlor die Abtei etwas an Bedeutung, bis zu ihrer Wiederbelebung durch die Kongregation des heiligen Maurus im Jahr 1665.
Während der Französischen Revolution wurde die Abtei beseitigt. Sie besaß eine große Bibliothek, reich an alten und wertvollen Handschriften. Dieser literarische Schatz wurde geplündert und zerstreut. Die Gebäude wurden bewahrt; die Abteikirche wurde zur Pfarrkirche und die Konventsgebäude zu öffentlichen Gebäuden, die das Zivilgericht und die Kaserne der Gendarmerie beherbergten. Die Kirche wurde 1840 und das Kloster im Jahr 1926 in die Liste der Monuments historique aufgenommen.
Ein von den Mauristen erbauter Glockenturm auf der Rotunde schwächte die Gebäudestrukturen und auch Restaurierungsarbeiten konnten den Einsturz am Nachmittag des 21. März 1862 nicht verhindern. Beim Einsturz wurde der Großteil der Kirche zerstört, nur der Mönchschor und die Krypta blieben intakt. Das Gebäude wurde ab 1864 durch den Architekten Joseph Bigot anhand der Pläne von Émile Boeswillwald wieder aufgebaut.
Die Klosterkirche wurde Ende des 11. Jahrhunderts erbaut. Sie ist ein seltenes Beispiel einer romanischen Kirche in Zentralbauweise. Das einzige weitere Beispiel in der Bretagne ist die Rotunde in Lanleff. Der Grundriss war inspiriert von der Rotunde des Heiligen Grabes in Jerusalem. Die jetzige Rotunde ist eine Rekonstruktion des früheren Gebäudes. Der Mönchschor und die Krypta legen Zeugnis von der architektonischen Qualität der originalen Kirche ab. Die originalen Kapitelle sowie die Blendarkaden sind noch erhalten.
Die Kirche verfügte über eine reiche Ausstattung. Zahlreiche Objekte werden als Monument historique geschützt. Die Kanzel und der Hochaltar wurden in der zweiten Hälfte des 19. Jahrhunderts für die rekonstruierte Kirche angefertigt. Andere wiederum blieben von dem originalen Gebäude wie beispielsweise das Grab des heiligen Gurloës in der Krypta und die Möbel und die Wandmalereien in der Sakristei übrig.

## Lage
Das Kloster befindet sich in Quimperlé im französischen Département Finistère am Zusammenfluss der Flüsse Isole und Ellé. Gemeinsam bilden diese den Fluss Laïta, dieser ist 10 km bis zum Meer befahrbar. Dank der Wassergräben, die Ellé und Isole verbinden, ist das Territorium eine künstliche Insel. Mit dem Fluss Laïta, der als Hafen dient und zwischen Quimper und Nantes gelegen ist, war die religiöse Einrichtung im Herzen der Stadtentwicklung von Quimperlé.

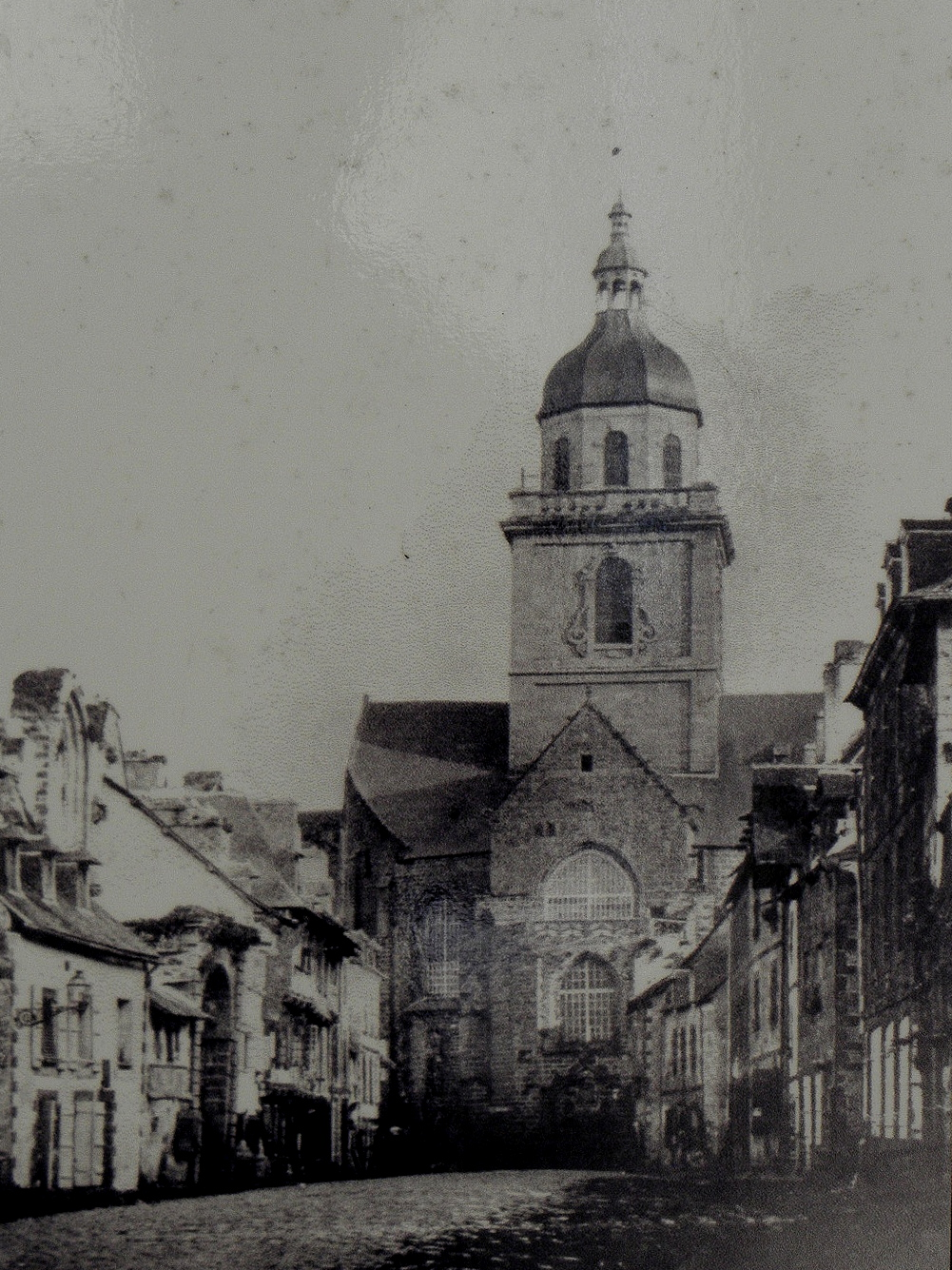
Das Kloster vor 1862 mit dem von den Maurinern erbauten Turm.

## Geschichte

### Die Gründung
Die Legende besagt, dass Kloster Quimperlé der Nachfolger eines vorher existierenden Klosters ist. Es soll im 6. Jahrhundert von Gonthiern, einem exilierten britischen Prinzen an einem Platz, der Anaurot heißt, gegründet worden sein. Dieses Kloster war im Jahr 878 von den Normannen zerstört worden. Der Graf Alain Canhiart (1029–1058), begleitet von seinem Bruder Orscand, Bischof von Cornouaille, gründete das heutige Kloster. Das Kopialbuch von Quimperlé bezeugt, dass das Kloster am 14. September 1029, am Tag des Festes der Erhöhung des Heiligen Kreuzes, nach einer Krankheit des Grafen gegründet wurde. Bei diesem Datum handelt es sich jedoch um eine Fälschung im Rahmen eines Konflikts mit der Abtei Saint-Sauveur in Redon. Das wahre Datum der Gründung dürfte eher um 1045–1050 gelegen haben.
Sicher ist jedoch, dass die Kirche 1083 restauriert wurde, als die Reliquien des ersten Abtes Gurloës, ehemaliger Mönch von Redon, der 1057 starb, in der Krypta in einem vergeblichen Versuch, eine Kultstätte zu etablieren, ausgestellt wurden. Papst Urban II war mangels dokumentierter Wunder gegen den Kult. Auftraggeber der Restaurierungsarbeiten war Benoit, Sohn des Gründers Alain Canhiart, ehemaliger Mönch von Landévennec, der Abt der Familiengründung wurde. Unter ihm prosperierte die Abtei: Am Ende des 11. Jahrhunderts hatte sie 14 Dependancen zwischen Nantes und Concarneau sowie Besitzungen in Belle-île-en-Mer. Diese Besitzungen waren Gegenstand eines gesetzlichen Streites mit der Abtei von Redon in den 1110er Jahren. In dieser Zeit wurde die Abtei von Sainte Croix de Quimperlé von Robert Bischof von Cornouaille favorisiert.
Zwischen dem 11. und dem 15. Jahrhundert wurden die Gebäude nur wenig verändert. Ein Altar wurde im Westeingang aufgestellt. Die nördliche Kapelle wurde im Jahr 1476 wieder aufgebaut.

### Von der Kommende zur Reform der Mauriner

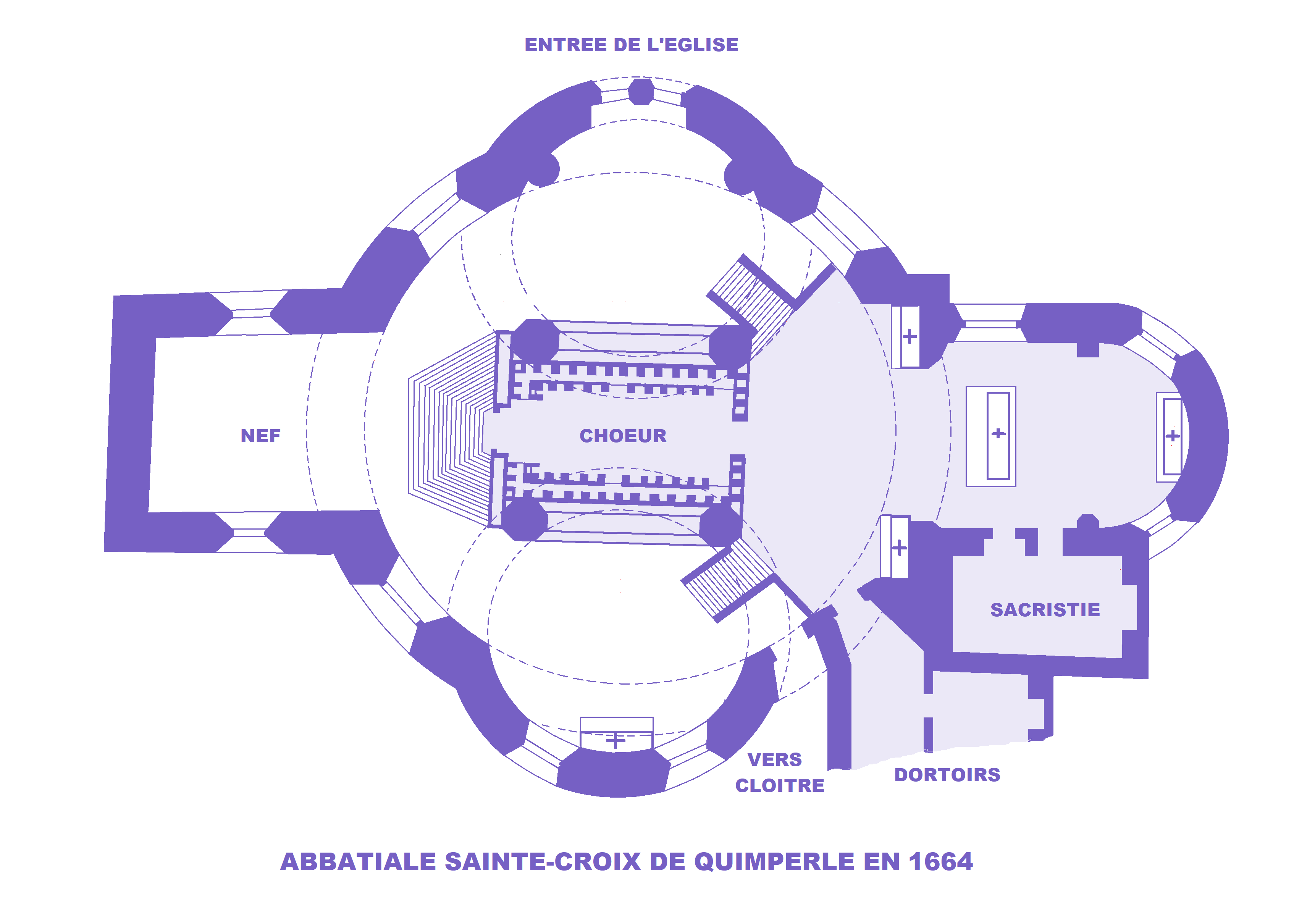
Der Grundriss der Kirche von 1664.

Unter dem Regime der Kommende im Jahr 1553 musste das Kloster einen relativen Abstieg hinnehmen. Die Gebäude, insbesondere die Kirche, wurden weniger gepflegt. Die Kunstschätze verschwanden, die Krypta wurde zum Versammlungsort, obwohl die Reliquien des heiligen Gurloës dort lagerten.
Von 1665 an gehörte die Abtei zu den Benediktinern der Mauriner, die wieder das Leben nach der Regula Benedicti etablierten. Sie organisierten extensive Renovierungen an den Gebäuden insbesondere an den Klostergebäuden und fügten einen 56 m hohen Laternenturm hinzu. Bald traten Probleme mit der Stabilität auf und im Jahr 1728 mussten die Pfeiler des Querschiffs verstärkt werden. Ein neues rechteckiges Vordach wurde der Westfassade in 1730–1733 hinzugefügt.

### Die Gebäude nach der Auflösung des Klosters

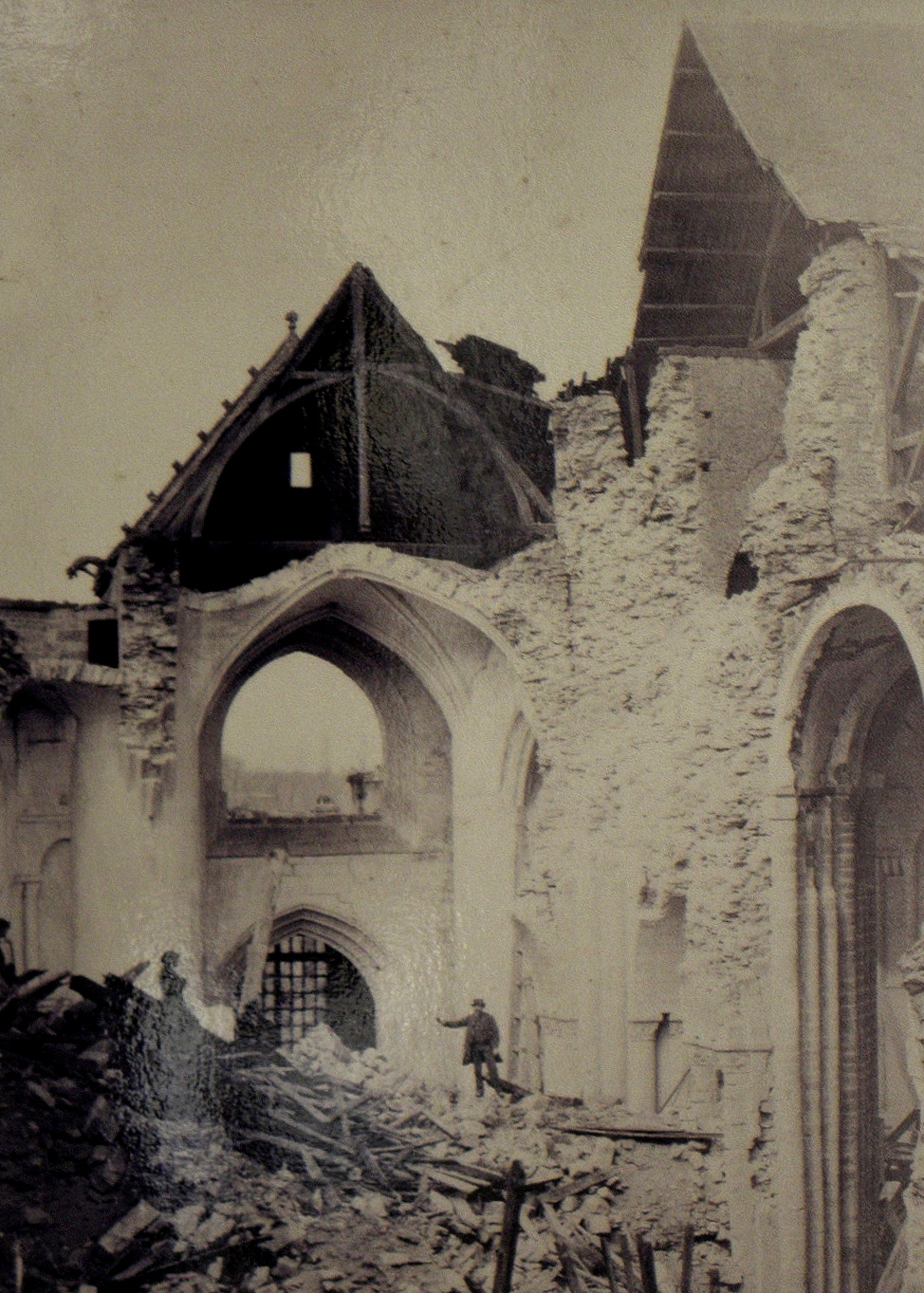
Die Kirche nach dem Einsturz des Turms im Jahr 1862.

Die Abtei wurde 1802 zur Pfarrkirche und 1805 einer Renovierung unterzogen. Im Jahr 1840 wurde sie auf die erste Liste der Monument historiques gesetzt. Im Jahr 1848 war die Kommission in Alarmbereitschaft wegen des Zustandes des Gebäudes. Die Restaurierungsarbeiten wurden an Jean-Baptiste Lassus, Inspektor der öffentlichen Gebäude, vergeben. Er empfahl 1860, den Turm zu entfernen, um das Gebäude zu retten. Der Vorschlag wurde von der Gemeinde und von den Geistlichen abgelehnt.
Trotz allem wurden die Stützen im Jahr 1862 etwas gestärkt, aber der Turm stürzte am 21. März 1862 um 12 Uhr zur Südseite. Zwei Personen wurden getötet und ein Großteil des Klosters zerstört. Nur die Krypta, der niedrigere Part der Apsis und das nördliche Portal blieben intakt. Nach einigen Zögern bezüglich der Zweckmäßigkeit der Rekonstruktion des Gebäudes wurden die Pläne für das Projekt an Émile Boeswillwald vergeben. Die Ausführung übernahm Joseph Bigot. Die Kirche wurde zwischen 1864 und 1868 wieder aufgebaut. Die Reste des Gewölbes und des Nordportals mussten erst mit Dynamit zerstört werden, da diese zu fragil geworden waren, bevor man die Konstruktion von Grund auf erneuern konnte. Obwohl der Architekt den originalen Plan und die allgemeinen Höhenlinien respektierte, nahm er sich beachtliche Freiheiten heraus, trotz der Existenz von Studien und Photographien, insbesondere in den Archiven der Monuments historique, indem er eine „annäherungsweise archäologische Rückführung“ ausführte. Er erhöhte er den Boden der Vierung, um einen direkten Zugang zur Krypta zu gewähren.
Die Gebäude des Klosters wurden ab dem 19. Jahrhundert verändert: In der ersten Hälfte des Jahrhunderts beherbergte der Pavillon in der südöstlichen Ecke den Magistratenhof, bevor er in den 1907 abgerissen wurde, um eine Poststelle zu bauen. Ende des 19. Jahrhunderts wurde die Klosterbehausung zum Hotel du Lion d’or und ein oberes Geschoss wurde eingezogen. Das Kloster wurde als Monument histoque am 2. Dezember 1926 gelistet.
Im Jahr 1880 wurde ein Glockengiebel über der Westfassade errichtet. Ein separater Glockenturm, gezeichnet von dem Kanoniker Jean-Marie Abgrall, wurde 1903 im Osten der Apsis errichtet.

### Das klösterliche Leben heute
Die ehemalige Klosterkirche gehört heute zur Pfarrei Saint-Columban in der Region Quimperlé. Die Messe wird jeden Sonntag um 11 Uhr gefeiert.

### Die Besitzungen des Klosters
Das Kloster von Quimperle profitierte von der Großzügigkeit seiner Patrone. Im 12. Jahrhundert hatte das Kloster einen besonderen Besitz aufgebaut. Seine Besitzungen beinhalteten zahlreiche Priorate: das Priorate von Lanchaillou von Nantes, eine Schenkung von Bischof Quiriace von 1046, das Priorat von Saint-Cado von Belz, das Priorat Saint-Gérand du Palais, das Priorat von Sauzon, das Priorat von Saint-Ronan de Locronan, eine Schenkung von Herzog Pierre de Dreux, das Priorat von Saint-Laurent de Locamand in Fouesnant, letzteres wurde im 17. Jahrhundert Eigentum der Jesuiten von Quimper. Ferner das Priorat Saint-Guthiern de Doëlan, das Priorat Landujen in Duault, das Priorat Notre-Dame in Locmaria, das Priorat von Notre-Dame de Locmariaquer, das später in die Hände der Abtei von Redon fiel, das Priorat Saint-Michel des Montagnes, auf der Insel Saint-Michel in Ploemeur, das Priorat Saint-Gurthiern auf der Insel Groix, das Priorat von Saint-Colomban und Sainte-Catherine in Quimperlé, das Priorat von Saint-Gilles de Pont-Briant in Guiscriff und das Priorat von Sainte-Catherine du Grillaud in Chantenay-sur-Loire.

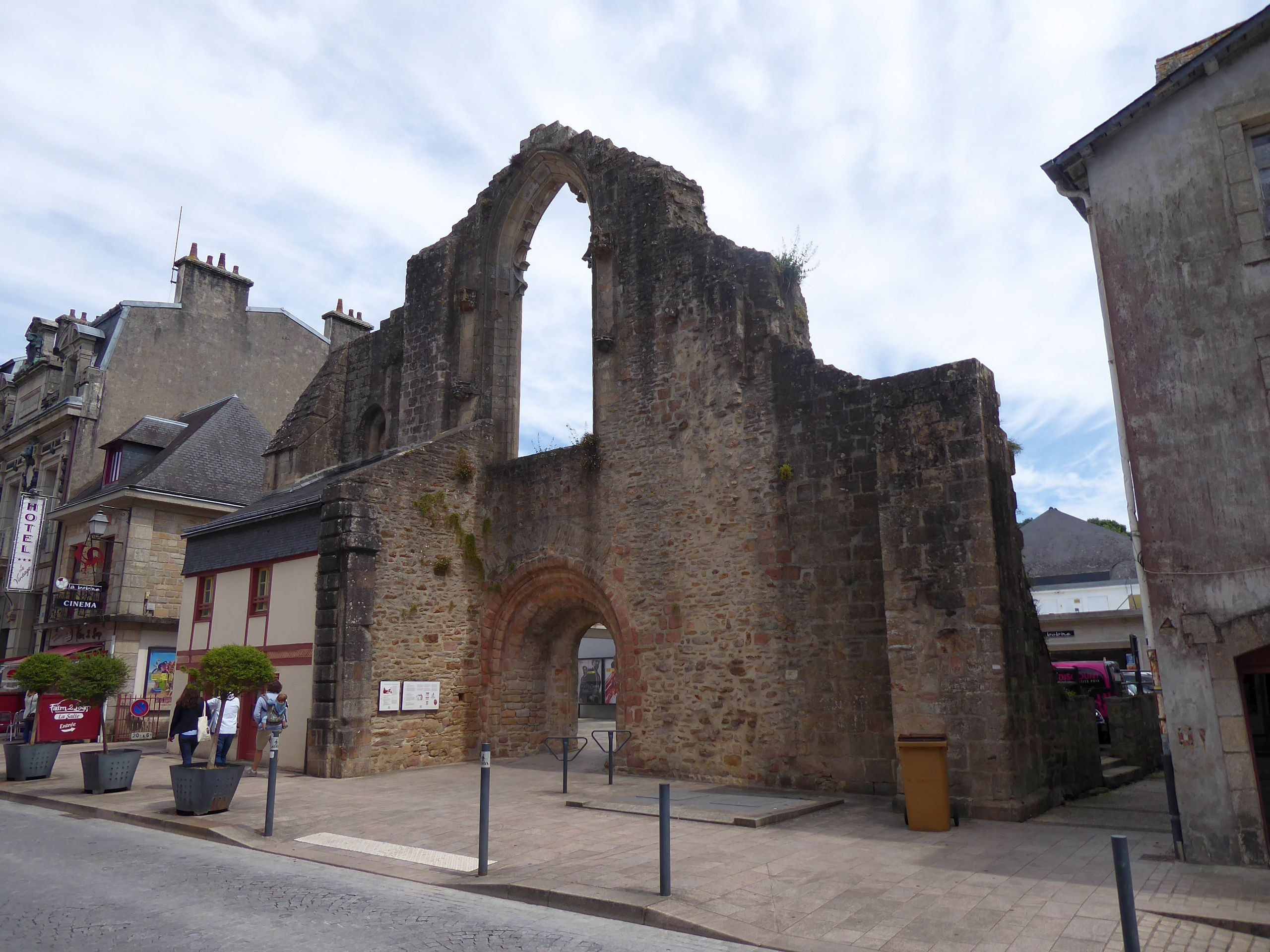
Die Ruinen der Kirche Saint-Colomban in Quimperlé, ehemalige Klosterkirche der Abtei.

Die Abtei besaß einige herrschaftliche Gebiete einschließlich Belle-Île-en-Mer, das Gegenstand eines Prozesses mit den Mönchen von Redon in den 1110er Jahren war. Dieser Besitz wurde zwischen 1570 und 1580 an die Gondi-Familie im Austausch für die Gebiete Callac und Houzillé nahe Vitré übergeben.

## Beschreibung

### Die Kirche

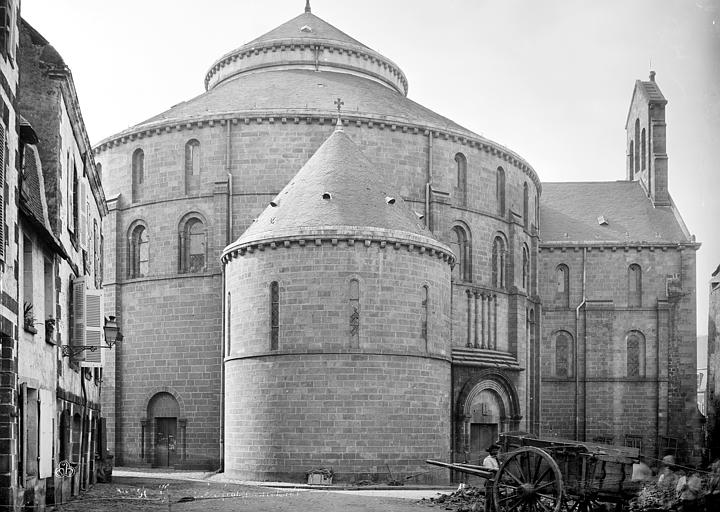
Die Kirche von der Nordseite, fotografiert von Mieusement.

Der Grundriss der Kirche verbindet eine kreisrunde Rotunde mit einem gleichgroßen kreuzförmigen Plan. An die Rotunde schließt ein ringförmiges Seitenschiff an, das Zugang zum Westportal und drei Kapellen im Norden, Süden und Osten gewährt. Die östliche Kapelle ist die größte, sie beherbergt den Mönchschor. Die Nord-Süd-Achse ist 42,2 m lang und die Ost-West-Achse 49,6 m. Die Kuppel über der Rotunde ist 17,2 m hoch, der seitliche Ring darum 15,8 m hoch.

#### Die Krypta
Die Krypta aus dem 11. Jahrhundert befindet sich unter dem Mönchschor und blieb bei dem Einsturz von 1862 intakt. Die Krypta umfasst drei Schiffe und vier Joche. Das Ende bildet die Apsis. Die Krypta ist 11,2 m lang und 7,8 m breit. Sie besitzt ein Kreuzgewölbe, das auf sechs zylindrischen Säulen im Zentrum ruht, im Osten besitzt es zwei Stützen, die aus jeweils vier kleinen Säulen an einem zylindrischen Kern ruhen, und entlang der Wände sind es Halbsäulen.

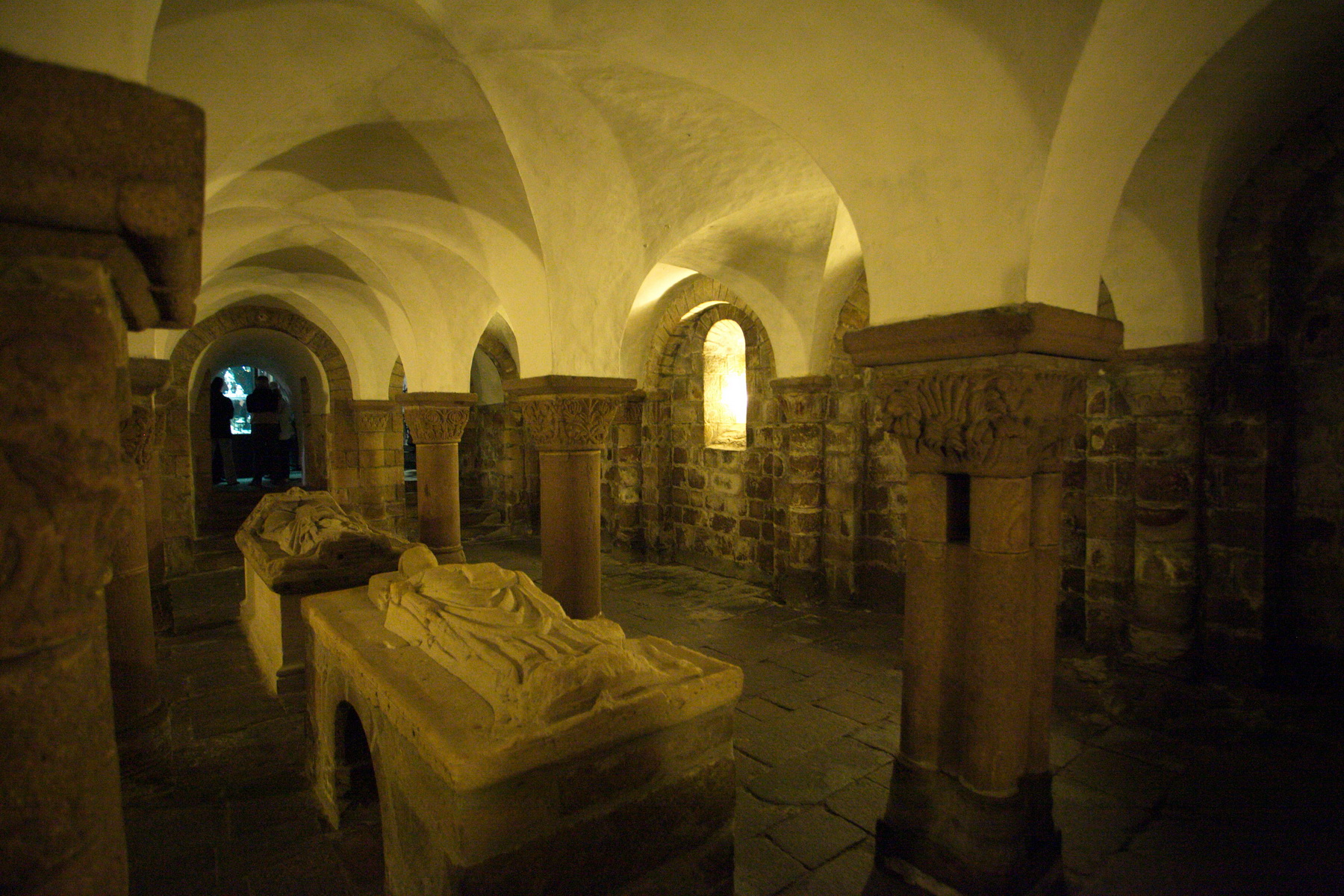
Die Krypta.

Weil die Krypta größtenteils von dem Einsturz 1862 verschont blieb, sind alle 18 Kapitelle sowie die Säulenbasen im Originalzustand. Die Kapitelle der Säulen an den Seitenwänden sind gekürzte Kegelstümpfe, während die drei Schiffe unterteilenden Säulen kanneliert und in kubischer Form ausgeführt sind. Sie sind mit an die korinthische Säulenordnung angelehnten Pflanzenmotiven mit Akanthusblättern geformt und kommen immer paarweise: Jene am Eingang, dann jene an den äußeren Wänden und jene an den Säulen gehören zusammen. Die Komplexität des Dekors steigt zur Nähe des Grabes des heiligen Gurloës. Die Basen der Säulen sind in der Form von Kegelstümpfen mit verwobenen Pflanzenornamenten geformt.

#### Der Mönchschor

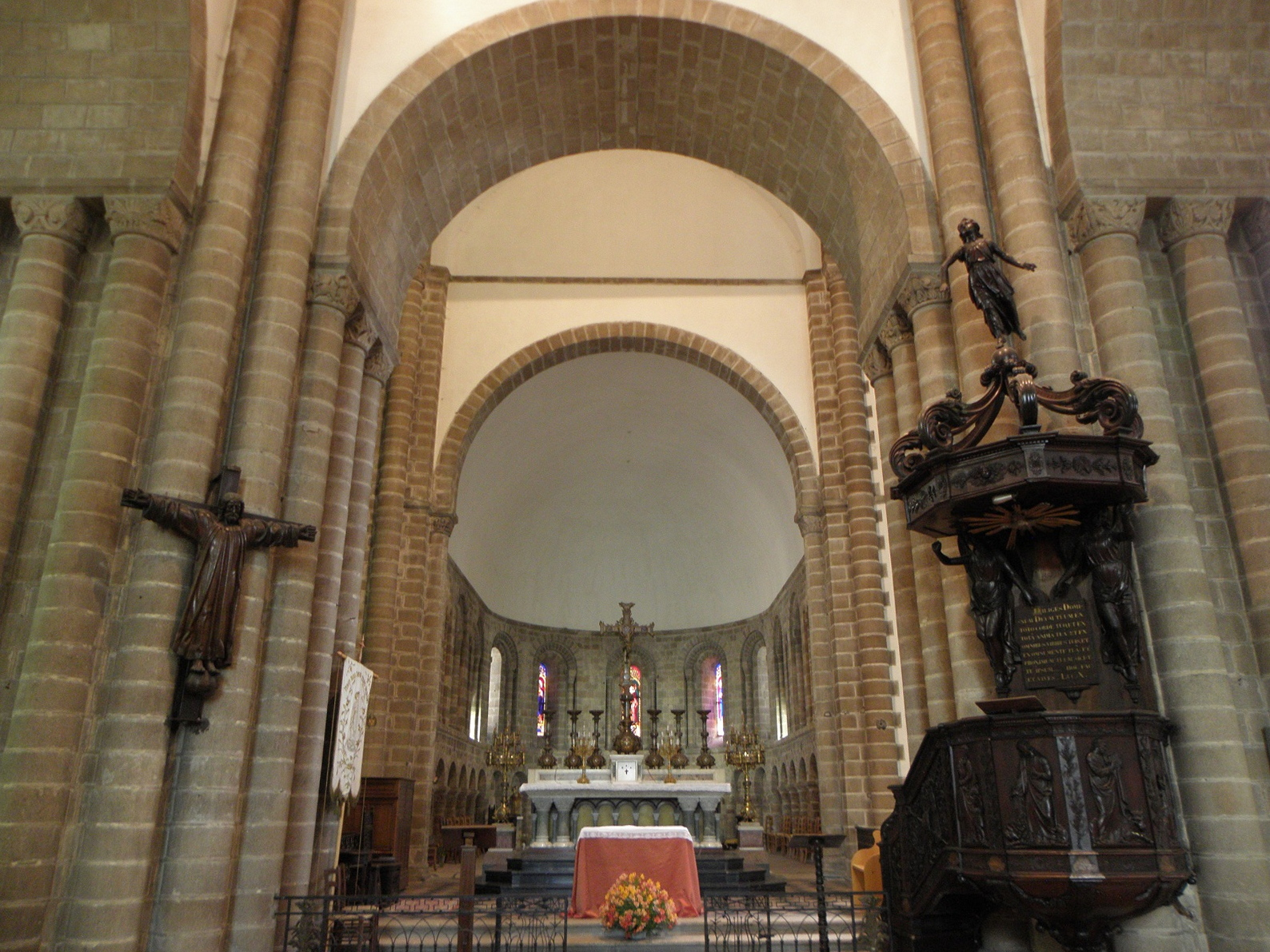
Der Mönchschor.

Über der Krypta befindet sich die Apsis, welche auch als Mönchschor bezeichnet wird. Dieser ist größtenteils intakt belieben. Die Apsis schließt halbrund ab und ist 13 m lang und 10,3 m hoch. Elf hohe und besonders tiefe Fenster erleuchten die Apsis. Unter den Fenstern befinden sich 18 Blendarkaden mit Dreiviertelsäulchen, die jenen in der Krypta ähneln.
Fast alle Kapitelle der Apsis sind original. Eine einzige wurde nach der Katastrophe 1862 erneuert. Sie zeigen zwei verschiedene vegetabile Dekorregister, häufig korinthisierend. Doch sie weisen eine gewisse Freiheit in der Gestaltung auf. Darunter befinden sich kleine Blätter mehrfach gelappt oder gesäumt, ja sogar Flechtwerkdekor von niedrigem Rang bei einigen Kapitellen. Das hohe Register zeigt große eckige Blätter oder auch Blumen durch einen Ring verbunden, manchmal lugen kleine tierische oder menschliche Köpfe hervor.

#### Die Rotunde
Sainte-Croix ist das erste romanische Gebäude in der Bretagne, das komplett überwölbt ist. Sie ist mit der Kirche in Lanleff im Département Côtes-d’Armor auf einem kreisrunden Plan, angelehnt an die Grabeskirche in Jerusalem. 

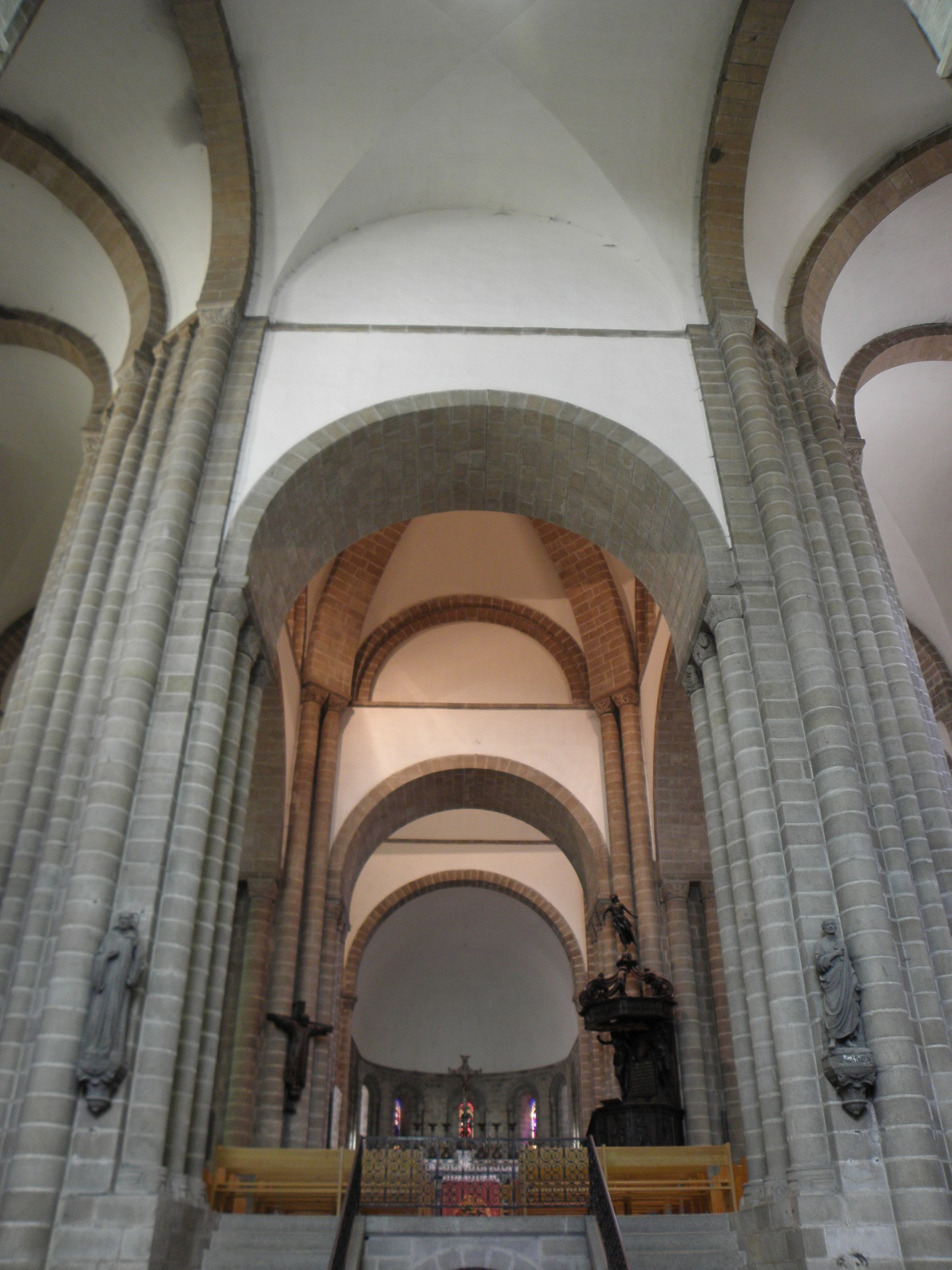
Die Rotunde.

Die Rekonstruktion der Rotunde von Joseph Bigot nahm die Dimensionen der alten romanischen Kirche auf. An der Außenseite bedeckt ein konisches Dach mit leichtem Vorsprung die Rotunde. Der Tambour hat drei Zonen. Die erste Zone ist blind, die anderen sind mit Fenstern durchsetzt. Im inneren Zentrum sind vier Pfeiler von 15 Halbsäulen gesäumt. Drei auf den Seiten tragen Bögen, die das zentrale Gewölbe tragen. Dazwischen befinden sich je zwei Doppelsäulchen, die das Tonnengewölbe stützen. Insgesamt sind es sieben Säulchen an der Seite des Kirchenschiffs. Im Zentrum der Rotunde tragen je zwei doppelte Halbsäulen die weiten Bögen, die das zentrale Gewölbe bilden.
Ein Teil der alten Kapitelle wurden bei der Rekonstruktion auf komplett rekonstruierte Deckplatten wieder aufgebaut. Der größte Teil zeigt vegetabilen Dekor von hoher Qualität, weitere kommen mit Tier- und Menschenköpfen von weniger hoher Qualität. Aufgrund der großen Rekonstruktionsmaßnahmen ist es heute unmöglich zu sagen, ob es ein kohärentes ikonographisches Programm gegeben hat.

### Die Klostergebäude
Das Kloster setzt sich aus vier Arkadengängen zusammen. Jede dieser Galerien ist fünf Travéen lang. Die Arkaden werden von Stützen getragen, der unterer Teil ist aus Granit und der obere Teil aus Kalktuff. Die Galerien sind mit Kreuzrippen gewölbt. Das Kloster ist auf der Südseite der Kirche gebaut, entlang welcher die Nordgalerie führt. Auf den anderen drei Seiten befinden sich Konventsgebäude: drei Baukörper flankiert von Pavillons an den Ecken. Jedes Gebäude hat ein Erdgeschoss, ein erstes Geschoss und ein Dachgeschoss. Der Westflügel hat zusätzlich ein Kellergeschoss. Auf der Ostseite ist die Treppe aus Granit gebaut. Im Westen ist die Treppe geschwungen mit einem Podest im rechten Winkel und sie ruht auf einem Tonnengewölbe. Bis zur ersten Etage ist die Treppe in Granit, dann bis zum Dachstuhl in Holzbauweise. Der südöstliche Eckpavillon ist verschwunden, er wurde durch die Poststation in den 1970er Jahren ersetzt.

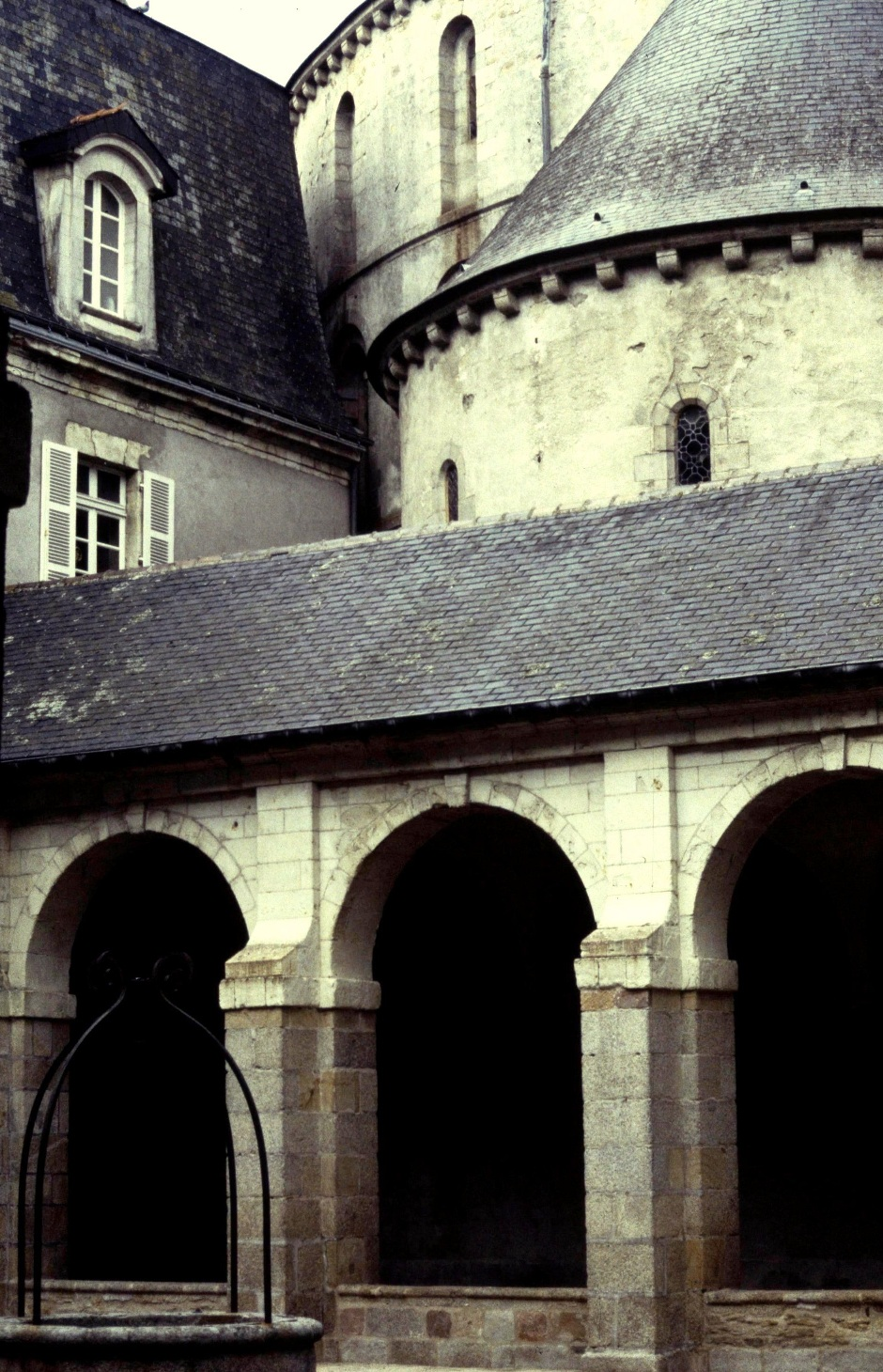
Der Kreuzgang.

### Die Ausstattung
Die Kirche beinhaltet wertvolles Mobiliar: 45 Objekte sind als Monument historique eingestuft.

#### Der Hochaltar
Nach dem Einsturz der Kirche im Jahr 1862 wurde vieles von der Einrichtung, auch der Hochaltar, erneuert. Der Stil ist neoromanisch und orientiert sich an den noch vorhandenen romanischen Kapitellen der Kirche. Der Altar besteht aus farbig geädertem Marmor. Er ist von allen Seiten über drei Stufen zugänglich und besitzt einen Tabernakel. Das Ensemble ist insgesamt 3 m breit und 1,5 m hoch. Der Goldschmied Placide Poussielgue-Rusand schuf für den Altar ein Kreuz und zwei Kerzenständer aus vergoldetem Metall und unterteiltem Email, die auf zwei Stützen neben dem Altar angebracht sind. Das Ensemble wird seit dem 27. Juni 1996 zu den Monuments historique gezählt. 

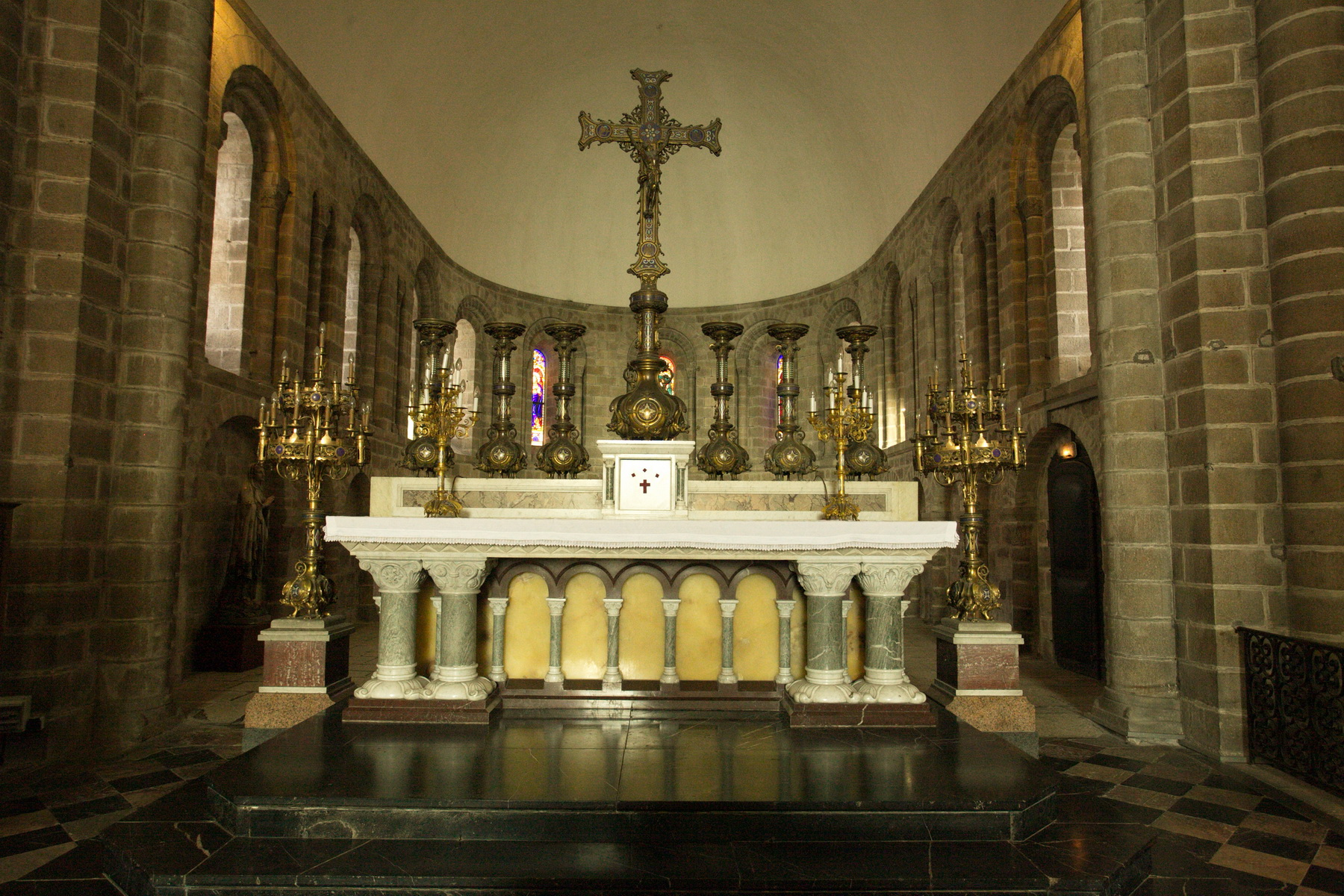
Der Hochaltar mit dem Kreuz und den Kerzenständern von Poussielgue-Rusand.

#### Das große Steinretabel
An der westlichen Wand des Westarms der Kirche befindet sich ein großer Kalksteinaltar als Hochrelief. Es wurde 1541 von Abt Daniel de Saint-Alouarn in Auftrag gegeben. Es stand ursprünglich am Haupteingang der Kirche. Es war ein besonders ambitioniertes Kunstwerk, das das ganze stilistische Repertoire der frühen Renaissance zeigt, wie es im Tal der Loire, beispielsweise in Solesme üblich war. Der Auftrag war vermutlich von Künstlern des Département Loire ausgeführt worden. Im Jahr 1732 wurde der Altar auseinandergebaut und an seinem jetzigen Ort durch den Bildhauer Julien Morillon aus Rennes aufgebaut. Bei dieser Gelegenheit wurde ein zentraler Teil verändert, um einer Tür im Westarm Platz zu machen. Der Bildhauer restaurierte ebenfalls einige Partien, insbesondere die Statuen der Evangelisten und des Christus. Dabei arbeitete er den Stil der Renaissance um. Das Ensemble überstand den Einsturz von 1862. Im Jahr 2003 kam es erneut zur Restaurierung. Das Retabel ist eine ausgedehnte Komposition, in deren Zentrum sich ein apokalyptischer Christus, angebetet von vier Engeln, befindet. Um ihn herum gibt es verschiedene Abteilungen mit den Evangelisten, den Aposteln, der Jungfrau Maria, den Theologische Tugenden und den Kardinaltugenden, die Propheten und die Kirchenlehrer. Das Ensemble misst 8,5 m und 5,5 m Höhe. Es wurde als unbewegliches Ausstattungsstück, zusammen mit der Kirche, als Monument historique klassifiziert. 

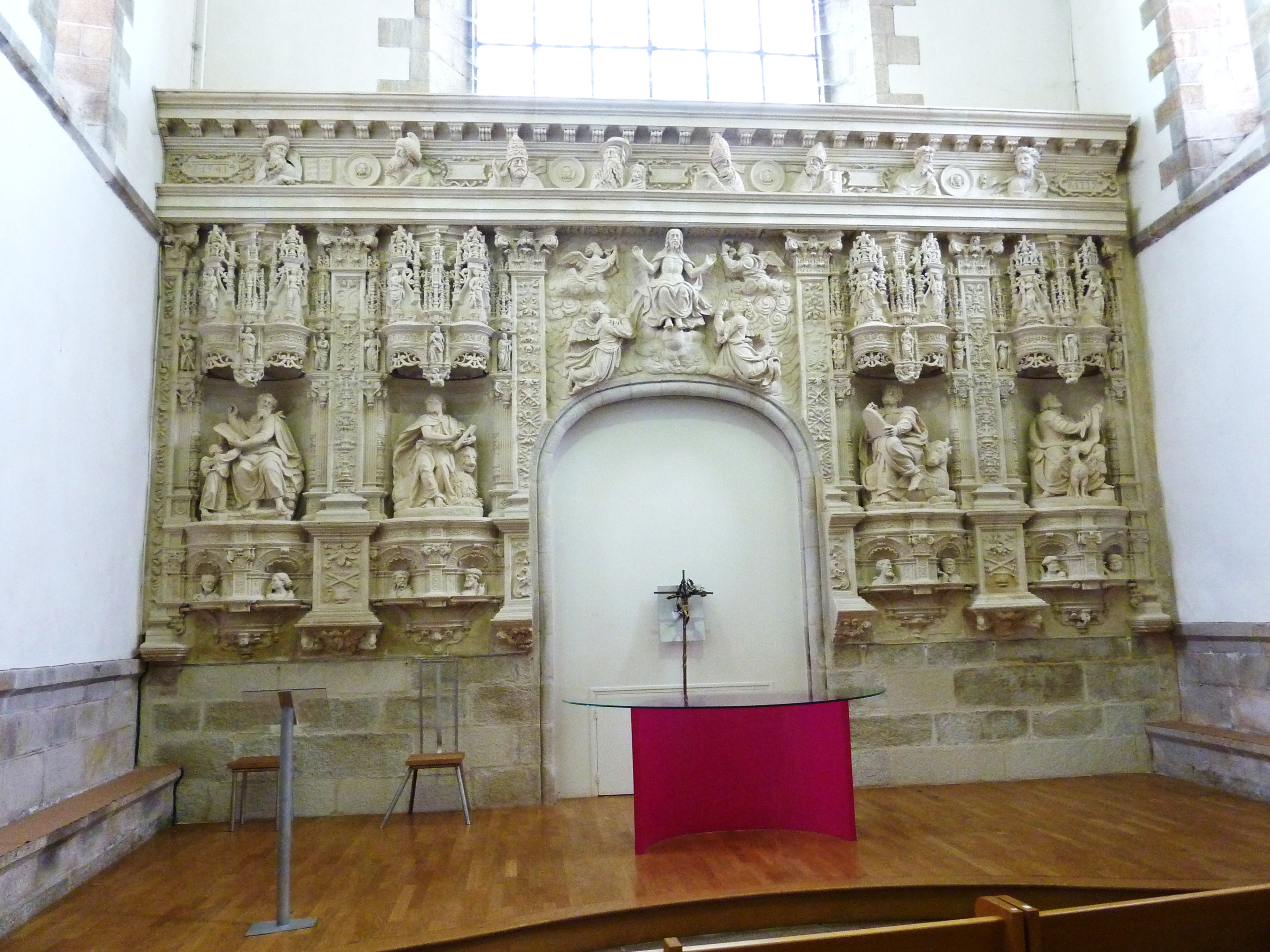
Das Steinretabel.

#### Die Skulpturengruppe der Grablegung Christi
In der Krypta unter der Vierung steht eine Skulpturengruppe aus zehn Steinstatuen. Sie zeigt die Grablegung Christi und stammt aus dem späten 15. oder dem 16. Jahrhundert. Ursprünglich befand sie sich in der Kapelle des dominikanischen Klosters in Quimperlé, wo sie zur Zeit der französischen Revolution noch stand. Die Arbeit könnte von dem Prior Guillaume de Botderu oder von der Quimerc'h Familie, die zum Hof gehörte, gestiftet worden sein. Um die Zeit der Revolution wurde sie in die Kirche Sainte-Croix transferiert, wo sie 1862 beim Einsturz der Kirche verschont blieb. Sie wurde für Renovierungsarbeiten in den Garten des Presbyteriums gebracht und blieb dort bis 1956, bis sich ihr Zustand stark verschlechterte. Nach Restaurierungsarbeiten durch Maimponte von 1962 bis 1967 wurde sie an ihren jetzigen Ort gebracht. Während der Restaurierung wurden 1967 die Köpfe des heiligen Johannes und zweier heiliger Frauen, die zu dem Zeitpunkt nicht befestigt waren, gestohlen. Das Ensemble ist Monument historique seit dem 2. November 1956. 

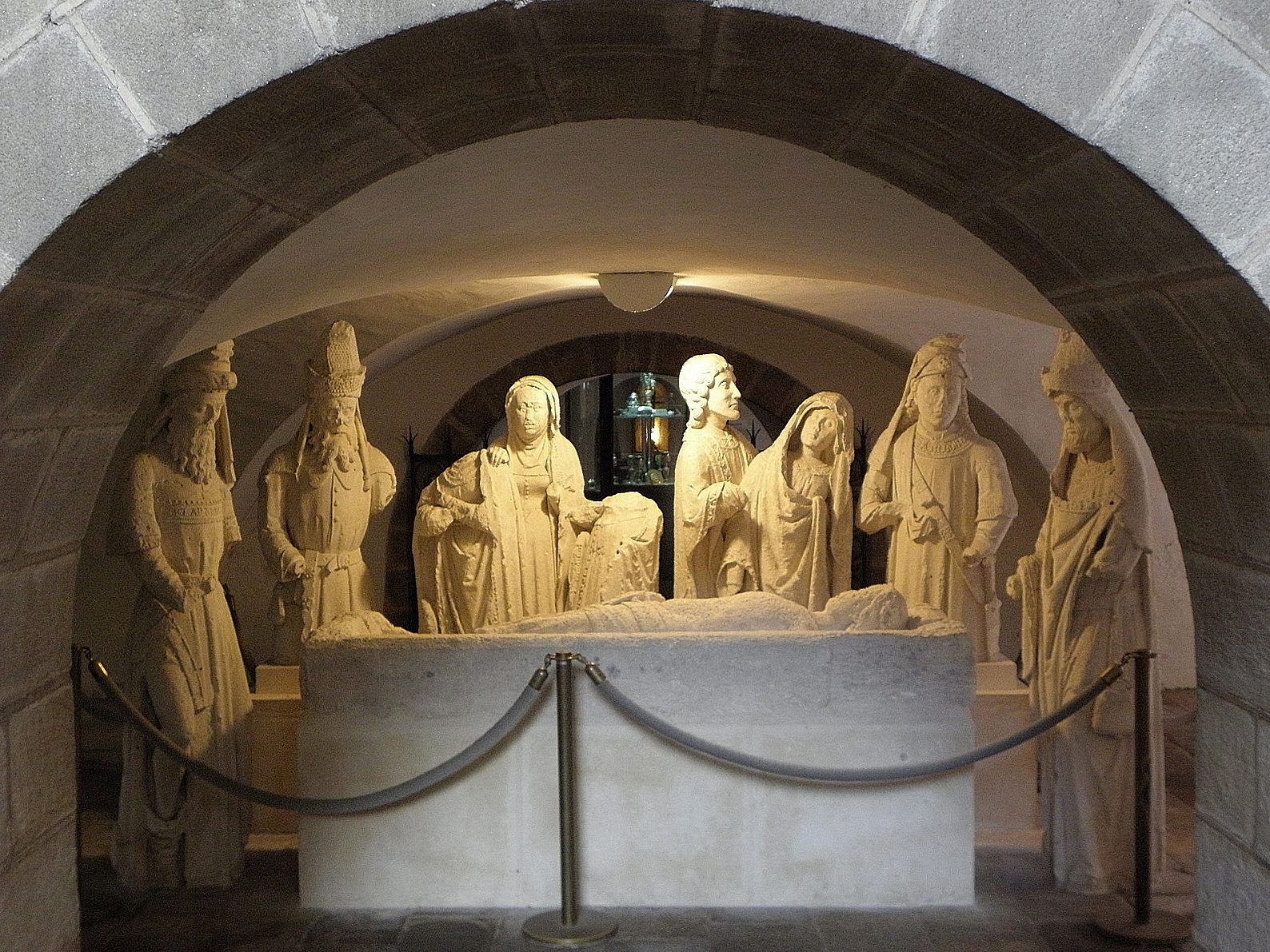
Die Grablegung.

#### Die Grabsteine in der Krypta
In der Krypta unter dem Mönchschor befinden sich die Gräber des heilige Gurloës und des Abtes Henry de Lespervez.

Das Grab des ersten Abtes Gurloës befindet sich im Zentrum der Krypta und steht auf einer Granitbasis mit einem Gisant aus Kalkstein, vermutlich aus dem Loiretal. Der Gisant hält einen Bischofsstab in seiner rechten Hand und ein Buch in seiner linken. Ein Drache sitzt zu seinen Füßen. Diese Grab ist nicht dasjenige vom Ende des 11. Jahrhunderts, das den Kult um den Heiligen befeuern sollte, sondern ein neueres, das am Ende des 14. Jahrhunderts oder am Beginn des 15. Jahrhunderts aufgestellt wurde. Durch die Basis zieht sich ein Kanal: Er diente zur Heilung von Geisteskranken und für Menschen, die an Kopfschmerzen oder Gicht litten, sodass der Heilige sie von ihren Leiden befreien konnte. Zahlreiche Graffiti haben das Grab verunstaltet. Sie zeugen von der Heiligenverehrung für den heiligen Gurloës. Das Grab wurde in die Liste der Monuments historique von 1840 aufgenommen. 

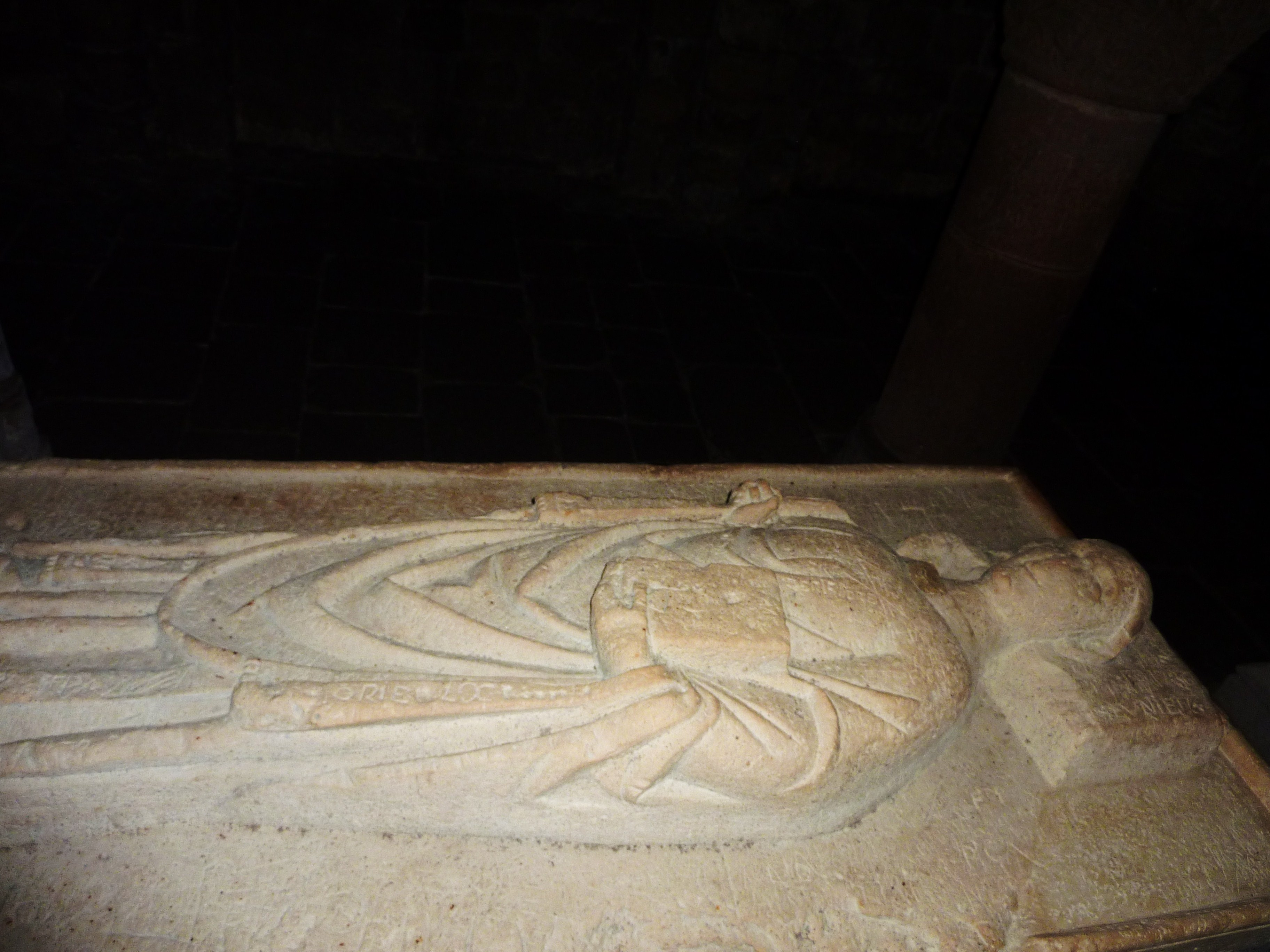
Das Grab des Heiligen Gurloës.

Das Grab von Henry de Lespervez, Abt von Quimperlé von 1409 bis 1434 zeigt den Abt liegend mit einem gotischen Baldachin. Das Grab stand ursprünglich in Notre-Dame de Quimperlé, wo es in Auftrag gegeben wurde. Die Skulptur ist von hoher Qualität. Das Grab war bereits 1840 in der Kirche und wurde in diesem Jahr in die Liste der Monuments historique aufgenommen.

#### Die Statuen

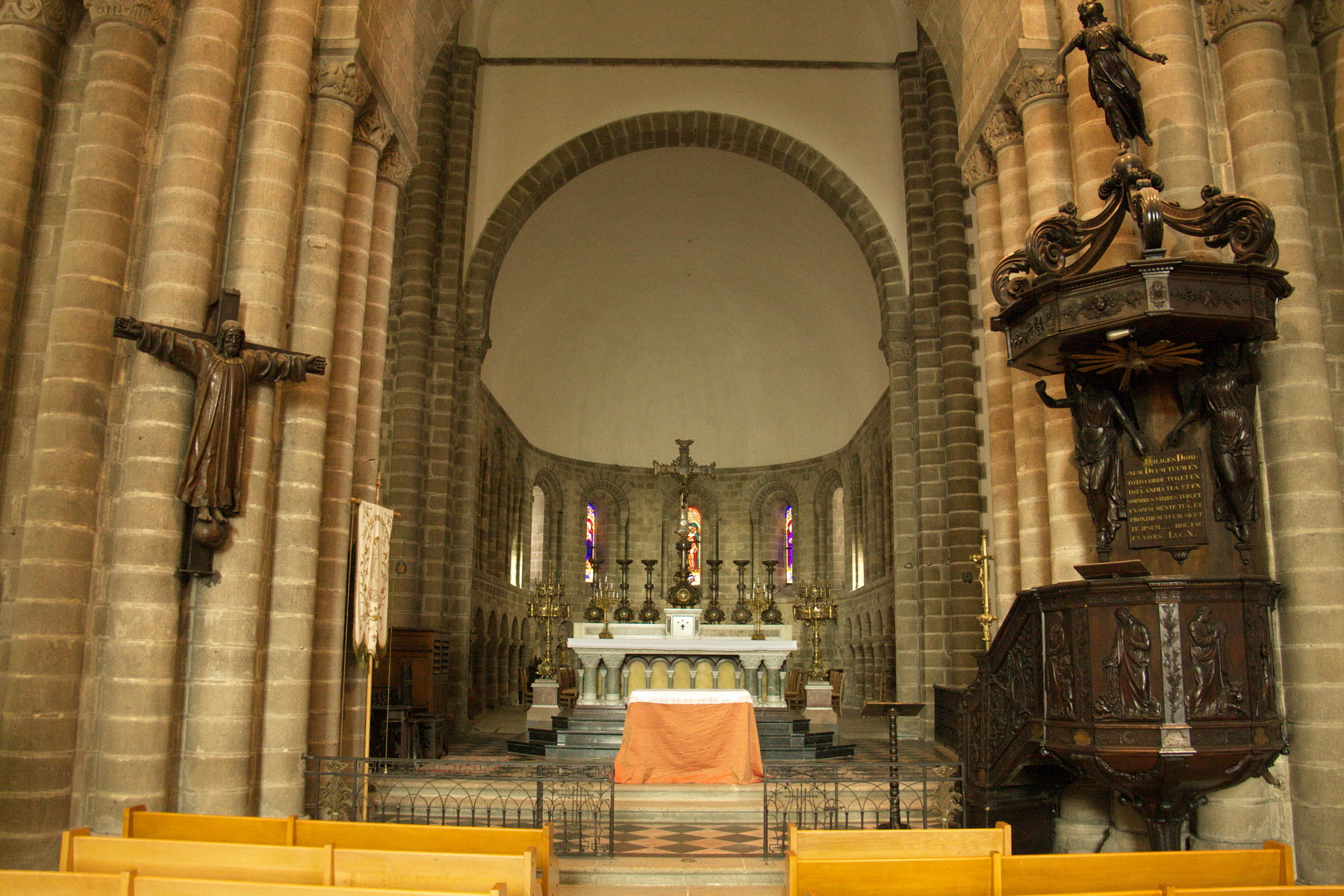
Christus am Kreuz (links) und die Kanzel (rechts)

Im westlichen Arm, wo sich der Eingang befindet, steht eine Statue mit der Darstellung Maria mit Kind, bekannt als „Notre-Dame de la Délivrance“, die in das 17. Jahrhundert datiert. Sie wurde am 15. Juli 1993 als Monument historique gelistet.
An der nördlichen Säule des Chors hängt eine große Statue von Christus am Kreuz. Er trägt eine Tunika und die Füße ruhen auf einem Globus. Es handelt sich hierbei um eine Kopie nach einer Statue des 17. Jahrhunderts, die nach der Katastrophe von 1862 von einem Bildhauer namens Le Brun realisiert wurde. Das Objekt ist seit dem 4. Dezember 1912 als Monument historique eingestuft.
Im nördlichen Arm befindet sich eine Statue der heiligen Helena aus Holz, farbig gefasst und vergoldet. Sie ist nach dem Einsturz der Kirche entstanden. Die Unterarme wurden erneuert. Sie wurde am 15. Juli 1993 in die Liste der Monuments historique aufgenommen.
Eine weitere, farbig gefasste, hölzerne Statue der Jungfrau Maria aus der zweiten Hälfte des 17. Jahrhunderts wird auch „Notre-Dame de Vérité“ genannt. Auch sie wurde am 15. Juli 1993 Monument historique.
Eine Statue eines Schmerzensmannes aus dem 16. Jahrhundert befindet sich ebenfalls in diesem Teil der Kirche.
Im Chorumgang zwischen dem südlichen Arm und dem Zentrum befindet sich eine in das 16. Jahrhundert datierte Statue des heiligen Jakobus als Pilger aus Eichenholz. Er trägt einen Hut und einen Beutel mit einer Muschel. Am 15. Juli 1993 wurde sie in die Monuments historique aufgenommen.
Im südlichen Arm entlang der Westwand befindet sich eine bemalte und bunt gefasste Statue der heiligen Margareta, eine Schenkung des Bischofs von Quimper aus dem Jahr 1998. Die Heilige steht auf einem Drachen. Das Objekt stammt aus dem 17. Jahrhundert und wurde nach der Schenkung restauriert. Eine weitere Statue der Jungfrau, die auch als „Notre-Dame de Bonne Nouvelle“ bekannt ist, datiert ins 17. Jahrhundert. Weil sie kein Jesuskind trägt, könnte sie zu einer Gruppe der Heiligen Familie gehört haben oder es könnte eine Statue einer Heiligen sein, die später berühmt wurde. Sie wurde am 15. Juli 1993 zum Monument historique ernannt. Eine dritte, polychrom gefasste, Holzstatue – die älteste – zeigt die Jungfrau mit Kind. Sie wurde vermutlich im 14. oder frühen 15. Jahrhundert geschnitzt. Auch sie wurde am 15. Juli 1993 zum Monument historique ernannt. Eine vierte Statue zeigte ebenfalls Maria mit dem Kind und ist bekannt als „Notre-Dame des Fleurs“, sie stammt vermutlich aus der ersten Hälfte des 16. Jahrhunderts. Diese Statue wurde ebenfalls am 15. Juli 1993 zum Monument historique.
In der Sakristei befindet sich eine Holzfigur, die als heiliger Dominikus identifiziert wurde, vermutlich aus dem 16. Jahrhundert. Sie wurde am 15. Juli 1993 zum Monument historique. Ebenfalls wird eine Statue des heiligen Cornelius ausgestellt. Sie wurde vermutlich in der ersten Hälfte des 19. Jahrhunderts geschaffen. Er trägt eine Tiara und hält das Kreuz in der linken Hand. Zu seinen Füßen befindet sich der Kopf eines Stieres. Die Figur wurde am selben Tag zum Monument historique wie die des heiligen Dominikus. Eine bunt gefasste Holzstatue des heiligen Rochus, begleitet von seinem Hund, gekleidet als Pilger und seine Wunden zeigend, wird ebenfalls in diesem Raum aufbewahrt. Sie stammt aus dem 19. Jahrhundert und wurde am selben Datum zum Monument historique. Ebenso als Monument historique klassifiziert ist eine Statue aus polychrom gefasstem Holz aus dem 17. Jahrhundert, die zu Beginn die Trinität zeigte, ein thronender Gottvater mit einer Taube des Heiligen Geistes als Verschluss des Pluviale. Christus am Kreuz fehlt in der Gruppe. Diese geschnitzte Figurengruppe stammt ursprünglich aus der Kapelle von Lothéa in Quimperlé. Der Raum beinhaltet weiter eine Statue der Jungfrau mit Kind, die am 15. Juli 1993 zum Monument historique wurde. Sie stammt aus dem 17. Jahrhundert.

#### Das BildAnbetung der heiligen drei Könige
Im westlichen Arm an der nördlichen Wand neben einer Szene von der Geburt Christi und der Flucht nach Ägypten hängt ein Gemälde, das die Anbetung der Drei Heiligen Könige zeigt. Es ist signiert von dem Maler J. Bizien und datiert mit 1635. Außerdem befindet sich der Name des Stifters, Jean Auffret, Syndikus der Stadt Quimperlé in 1629, auf dem Gemälde. Der Stil entspricht annähernd dem Stil der flämischen Malerei des 17. Jahrhunderts. Ursprünglich befand sich das Bild in der Kirche Notre Dame von Quimperlé, von wo es 1963 an seinen jetzigen Ort kam. Es ist seit 4. Dezember 1914 Monument historique.

#### Die Kanzel
Die Kanzel wurde in der zweiten Hälfte des 19. Jahrhunderts nachfolgend den Rekonstruktionen nach dem Zusammensturz aufgestellt. Sie wurde aus Eiche und Kastanienholz gefertigt. Sie weist einen oktogonalen Körper, eine Treppe mit Rampe und einen Schalldeckel auf. Vier Außenwände des Körpers sind mit Hochrelief gestaltet, die die vier Evangelisten Matthäus, Markus, Lukas und Johannes zeigen. Der Schalldeckel wird von zwei Engelkaryatiden getragen und wird von einem Siegesengel bekrönt. Auf der Innenseite befindet sich eine Taube, die den Heiligen Geist symbolisiert. Das Treppengeländer ist ebenfalls gestaltet. Eine lateinische Inschrift aus dem Evangelium des Lukas befindet sich an der Kanzel. Das Ensemble misst 6 m Höhe und 2,6 m Breite. Die Kanzel wurde am 15. Juli 1993 Monument historique. 

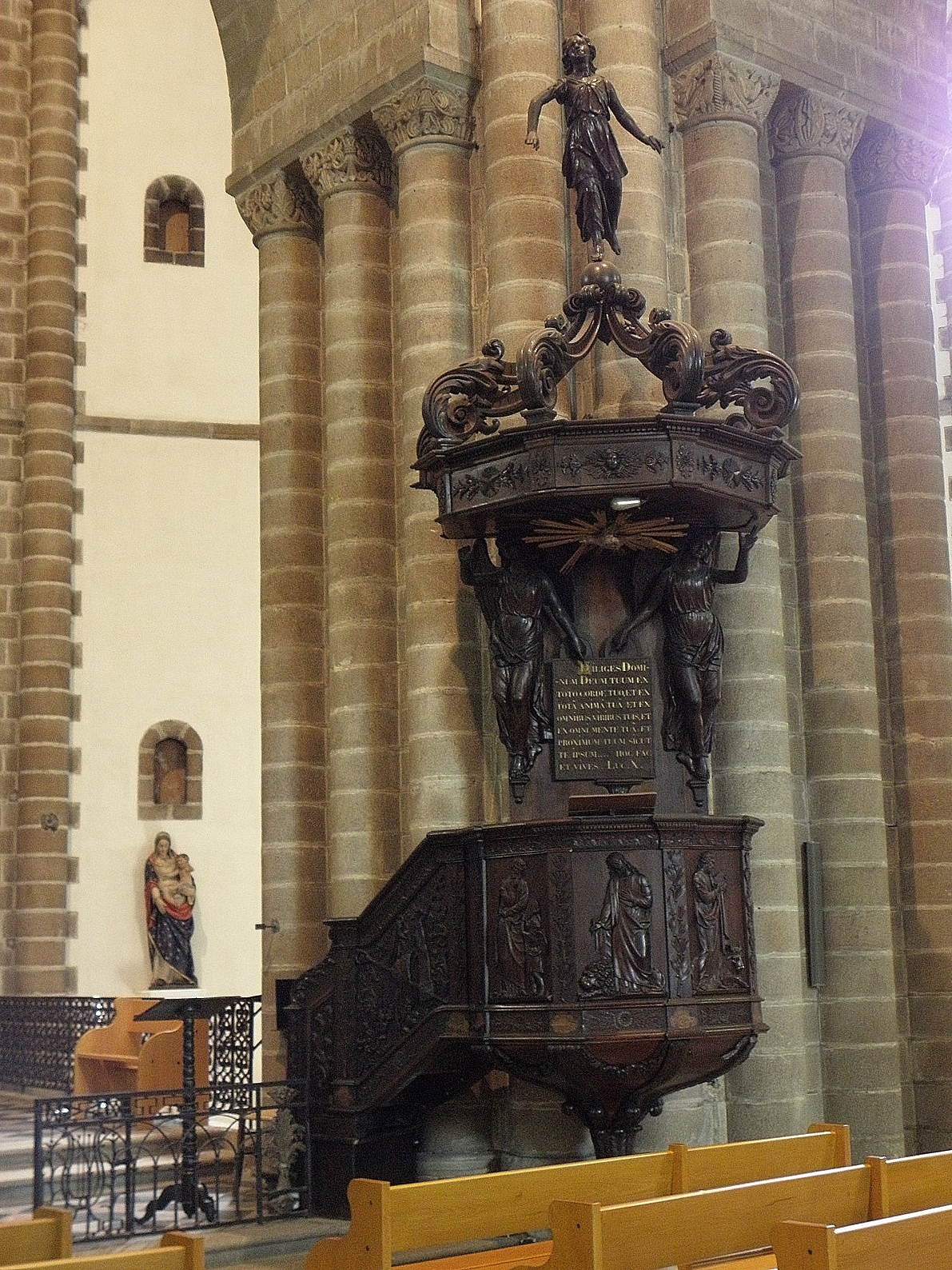
Die Kanzel.

#### Das Taufbecken
Zwischen den Stufen, die zum Chor heraufführen, nahe der Gruppe mit der Grablege Christi, befindet sich das Taufbecken. Es besitzt eine viereckige Basis aus schwarzem Marmor mit weißen Stützen sowie ein ovales Becken in derselben Farbe. Das Bassin ist geschlossen mit einem Bronzedeckel. Das ganze Objekt ist 1,1 m hoch, 90 cm breit und 64 cm tief. Es wurde nach der Rekonstruktion in 1864 aufgestellt und ist nicht als Monument historique gelistet.

#### Das Weihwasserbecken
Im westlichen Arm, der auch den Eingang bildet, befindet sich ein Weihwasserbecken aus schwarz-weißem Marmor. Das flache Wasserbecken hat die Form einer großen Muschel mit 1,57 m Länge und 82 cm Tiefe Es steht auf einer dreigeteilten Basis. Direkt neben dem großen Becken befinden sich die Reste eines schmalen ovalen Beckens auf dem Boden. Beide Objekte könnten in das späte 18. oder frühe 19. Jahrhundert datiert werden. Keines der Objekte ist als Monument historique gelistet.

#### Die Sakristei
Im Jahr 1704 nach den Restaurierungen, die von den Maurinern durchgeführt wurden, beauftragte der Abt Guillaume Charrier für die Sakristei den Bildhauer und Schreiner Pierre Le Dieu ein Ensemble von Lambris und Sakristeimobiliar in Eichen- und Kastanienholz anzufertigen. Das Ensemble setzt sich aus einem Lambris zur Verkleidung, mehreren niedrigen Sideboards, einem Schrank für die Gewänder und zwei Eckschränken zusammen, die die nördlichen, südlichen und westliche Wände bedeckten.
Die Ausführung des Mobiliars und die Qualität der Arbeit machen sie zu einer der schönsten Sakristeien in Cournouaille.
Im 19. Jahrhundert wurden Chorgestühl, ein Betstuhl, ein Beichtstuhl und zwei weitere Schränke für das Gewand hinzugefügt. Die Sakristei wurde zum monument historique durch die Liste aus dem Jahr 1840.